# Óscar de la Hoya
Óscar de la Hoya (Los Ángeles, 4 de febrero de 1973) es un exboxeador, promotor de boxeo y cantante estadounidense de origen mexicano.
En boxeo amateur, fue medallista de oro en los Juegos Olímpicos de Barcelona 1992. En su etapa profesional, fue campeón mundial en seis divisiones distintas desde superpluma a mediano en distintas etapas desde 1994 hasta 2007. Logró treinta y nueve victorias (treinta de ellas por nocaut) y seis derrotas: ante Félix Trinidad, Shane Mosley (dos veces), Bernard Hopkins, Floyd Mayweather Jr. y Manny Pacquiao.
Es el fundador de Golden Boy Promotions, una de los principales promotores de boxeo profesional.

## Historia de vida
De padres mexicanos, De la Hoya se crio en Montebello (California). Su padre y abuelo también eran boxeadores.
En el boxeo amateur logró más de 200 victorias y apenas seis derrotas. Ganó los Guantes de Oro en peso gallo en 1989, el Campeonato de Estados Unidos de 1990 en peso pluma, los Goodwill Games 1990 en peso pluma.
En los Juegos Olímpicos de Barcelona 1992 ganó la medalla de oro en peso ligero, lo que le valió el apodo de Golden Boy ("Chico de Oro", en español). Cuando logró este triunfo, lo dedicó emocionado a su madre, que había fallecido pocos meses antes de su victoria.

## Trayectoria profesional
De la Hoya debutó en el boxeo profesional el 23 de noviembre de 1992, ganándole por nocaut en 1 asalto a Lamar Williams. Acaparó la atención del público rápidamente. Su promoción era llamativa para ser un boxeador que daba sus primeros pasos en el profesionalismo. En 1993 registraba un récord de 11-0 (10 nocaut). En ese momento, con tan escasa cantidad de peleas, le llegó la oportunidad de disputar un título del mundo.

## Título mundial superpluma OMB
El 5 de marzo de 1994 fue cuando se enfrentó al invicto campeón mundial Jimmy Bredahl, que ostentaba el Título mundial superpluma OMB (Organización Mundial De Boxeo). La pelea se desarrolló en el Olympic Auditorium (Los Ángeles, California). En el primer asalto, De la Hoya derribó a Bredahl. Volvió a derribar al campeón en el segundo asalto. Después de dominar los asaltos siguientes, el médico de turno indicó que Bredahl no podía seguir en pelea, por lo que De la Hoya ganó por KOT en 10 asaltos y de esa forma consiguió el título mundial superpluma OMB, el primero en su haber.
Defendió dicho título en una sola oportunidad, el 27 de mayo de 1994 en el MGM Grand en Las Vegas (Nevada). Defendió la corona mundial ante el invicto retador Giorgio Campanella. El combate tuvo una sorpresa cuando en el primer asalto Campanella derribó a De la Hoya. En el segundo asalto De la Hoya derribó al retador y volvió a derribarlo en el tercero. Entonces su esquina arrojó la toalla. De la Hoya venció por KOT en tres asaltos.
Luego fue por el título del entonces campeón superpluma versión Consejo Mundial de Boxeo, Genaro “Chicanito” Hernández.

## Título mundial ligero OMB
De la Hoya abandonó la categoría Superpluma, y consecuentemente el título mundial de dicha división, para entrar en la categoría ligero. El 29 de julio de 1994 se enfrentó a Jorge “Maromero” Páez por el título mundial ligero OMB (dicho título en condición de vacante) en el MGM Grand. A los treinta y nueve segundos del segundo asalto, De la Hoya venció a Páez por nocaut.
Defendió la corona en seis oportunidades; en la segunda consiguió el título mundial ligero FIB (Federación Internacional de Boxeo), venciendo por KOT en dos asaltos a Rafael Ruelas. Después de estas exitosas actuaciones De la Hoya abandonó la categoría.

## Título mundial superligero CMB

### De la Hoya vs Chávez I
El 7 de junio de 1996, en el legendario Caesars Palace de Las Vegas, Nevada. un Óscar de la Hoya llevado de la mano por el maestro yucateco Jesús Rivero, se enfrentó a la leyenda de México, Julio César Chávez. El combate era de pronóstico reservado, haciendo referencia a las cualidades de De la Hoya y por la tremenda historia y experiencia de Chávez. A los pocos segundos del primer asalto, De la Hoya le provocó un corte en una ceja a Chávez con un simple “jab” (golpe de contención) con un sangrado profuso. En el segundo y tercer asalto, De la Hoya procuró manejar a Chávez desde la larga distancia con su mano izquierda por delante. En el cuarto asalto el “Golden Boy” presionó a Chávez con una serie de exitosos golpes y el árbitro Joe Cortez pide la asistencia del médico de turno para que revise la herida de Chávez. El médico, después de hacer los pertinentes exámenes, dictaminó que Chávez no podía continuar el combate. Óscar de la Hoya venció por KOT en el cuarto asalto, conquistando el título mundial superligero CMB, que hasta esa noche era de Chávez.
La polémica llegó cuando se dio a conocer que Chávez venía supuestamente con una herida “fresca” causada previamente al combate. Jugando con su hijo recibió un cabezazo del niño y abrió dicha herida. Se buscó insistentemente la revancha por parte del mexicano.
De la Hoya defendió una sola vez el título que obtuvo de Chávez, fue el 18 de enero de 1997 en el Thomas & Mack Center, Las Vegas, Nevada, ante Miguel Ángel González, al que venció por decisión unánime en 12 asaltos. Las tarjetas: 117-110/117-109/117-111, todas a favor de De la Hoya. Después de esto, el “Golden Boy” abandonó la división.

## Título mundial wélter CMB

### De la Hoya vs Whitaker
La decisión de De la Hoya fue abordar la división superior, la categoría wélter, y fue a pelear con uno de los más grandes boxeadores de la historia, Pernell Whitaker, la pelea se desarrolló el 12 de abril de 1997 en el Thomas & Mack Center, Las Vegas, Nevada. Se puso en juego el título mundial wélter CMB (Consejo Mundial de Boxeo) de Whitaker. Se inicia la pelea y en el 3.er asalto se le descuenta un punto a Whitaker por un cabezazo, en el 9.º asalto Whitaker manda a la lona a De la Hoya, este se reincorpora a la pelea, y se consumieron los 12 asaltos arrojando las tarjetas de los jueces una puntuación de: 115-111/116-110/116-110 para el ganador y nuevo campeón mundial wélter CMB Óscar de la Hoya. El Golden Boy hizo su primera defensa derrotando por nocaut en 2 asaltos a David Kamau.
El 13 de septiembre de 1997 en el Thomas & Mack Center, Las Vegas, Nevada. De la Hoya se enfrentó con el extravagante boricua Hector “Macho” Camacho. De la Hoya atacó a Camacho desde el 1.er asalto, es recién empezado el 9.º asalto cuando el Golden Boy manda a la lona a Camacho, este se pone de pie, la pelea llega a la distancia de los 12 asaltos dejando todo en manos de los jueces, las tarjetas: 118-108/120-106/120-105 en favor Óscar de la Hoya por decisión unánime. Realizó otras dos defensas del título.

### De la Hoya vs Chávez II
El escenario fue el Thomas & Mack Center, Las Vegas, Nevada, el 18 de septiembre de 1998, el rival por segunda vez fue Julio César Chávez, esta vez el campeón era De la Hoya, se puso en juego su título mundial wélter CMB. La pelea empezó con los mismos patrones que en la primera por parte de De la Hoya, por su parte Chávez se vio más lanzado al ataque, el pleito fue subiendo en acción, Chávez tuvo un buen pasaje sobre el dominio de De la Hoya, el campeón conecta con duros golpes a Chávez en el 8.º asalto, suena la campana que indica el final del asalto, estaba todo listo para el 9.º asalto y es cuando se informa del rincón de Chávez que abandonaba y no saldría a combatir, victoria de Óscar de la Hoya por KOT en 8 asaltos. Después de este combate, De la Hoya venció a Ike Quartey por decisión dividida y a Oba Carr por KOT en 11 asaltos.

### De la Hoya vs Trinidad
El 18 de septiembre de 1999 en el Mandalay Bay Resort & Casino, Las Vegas, Nevada, Óscar de la Hoya se enfrentaba al invicto boricua Félix “Tito” Trinidad en pelea unificatoria de los títulos mundiales de ambos, De la Hoya exponía el título mundial wélter CMB y Trinidad el título mundial wélter FIB. De la Hoya dominó los primeros asaltos colocando más golpes que los generados por Trinidad, confiado en su triunfo en las tarjetas, el Golden Boy se aleja de cualquier tipo de intercambios de golpes moviéndose muy lejos de Trinidad, al finalizar el combate estas fueron las tarjetas: 115-113(Trinidad)/114-114(empate)/115-114(Trinidad) de esta manera Óscar de la Hoya perdía su primera pelea profesional y su título mundial wélter CMB.
El combate fue muy polémico, algunas personas vieron ganador a De la Hoya. Pero en los últimos asaltos Oscar de la Hoya permitió a Félix Trinidad recobrar la ofensiva en el combate, lo cual finalmente, esto terminó costándole a larga la victoria.

### De la Hoya vsMosleyI
Después de la derrota con Trinidad, el Golden Boy reaparece el 26 de febrero de 2000 venciendo por nocaut en 7 asaltos a Derrell Coley.
Siguiente a esto, el 17 de junio de 2000 se enfrentaba a “Sugar” Shane Mosley por el título mundial wélter CMB de Mosley, el combate se disputó en el Staples Center, Los Ángeles, California. Fue un combate colmado de magnetismo que arrojó los 12 asaltos, todo quedaba en las tarjetas de los jurados, dichas tarjetas reflejaban el siguiente puntaje: 116-112 (Mosley) / 115-113(De la Hoya) / 115-113 para el vencedor por decisión dividida, Shane Mosley.
En busca de cambios, De la Hoya contrata como entrenador a Floyd Mayweather Sr. El Golden Boy volvió al cuadrilátero el 24 de marzo de 2001 enfrentándose al canadiense Arturo Gatti en el MGM Grand, Las Vegas, Nevada. De la Hoya puso en la lona a Gatti en el 1º asalto y en el 5º asalto la esquina de Gatti arroja la toalla, poniéndole fin al combate. De la Hoya ganó por KOT en 5 asaltos.

## Título mundial superwélter CMB
Óscar de la Hoya invadió la categoría superwélter, fue el 23 de junio de 2001 en el MGM Grand, Las Vegas, Nevada, se enfrentó al reinante campeón mundial superwélter CMB, al púgil español Javier Castillejo. En el 12.º asalto De la Hoya derriba a Castillejo, el campeón se pone de pie para terminar el combate, las tarjetas: 119-108/119-108/119-108 en favor del vencedor por decisión unánime y nuevo campeón mundial superwélter CMB: Óscar de la Hoya.
En el Mandalay Bay Resort & Casino, Las Vegas, Nevada, el 14 de septiembre de 2002 se realiza una función que fue llamada “bad blood" (‘mala sangre’, en español) que enfrentaba al campeón mundial superwélter CMB Óscar de la Hoya y al campeón mundial superwélter AMB Fernando “Feroz” Vargas. Al final del 5.º asalto De la Hoya sangraba de la nariz, en el 7.º asalto Vargas sangraba de un corte debajo del ojo derecho, De la Hoya conmueve a Vargas con un gancho de izquierda en el 10.º asalto y le coloca una dura combinación al cuerpo al final de dicho asalto, comenzando el 11.º asalto De la Hoya derriba a Vargas con un gancho zurdo, Vargas se pone de pie e inmediatamente es desbordado por una seguidilla de golpes de De la Hoya y Joe Cortez (réferi) se interpuso para detener las acciones. De la Hoya vence por KOT en el 11.º asalto, unificando ambas coronas.
El 3 de marzo de 2003 vence a Luis Ramón “Yori Boy Campas” por KOT en 7 asalto en el Mandalay Bay Resort & Casino, Las Vegas, Nevada, exponiendo ambos títulos.

### De la Hoya vs Mosley II
El 13 de septiembre de 2003 se enfrenta por segunda vez a Shane Mosley, en el MGM Grand, Las Vegas, Nevada, estando en juego la Doble corona mundial superwélter CMB-AMB de De la Hoya. El combate fue vibrante, se extinguieron los 12 asaltos y las tarjetas proyectaron el siguiente puntaje: 115-113/115-113/115-113 para el vencedor por decisión unánime Shane Mosley, sorprendentemente las tarjetas dejaron como perdedor a De la Hoya. Se generó mucha polémica por el combate, en primera instancia De la Hoya hizo una protesta formal por dicho fallo de los jurados, en la prueba antidopaje Mosley dio positivo en esteroides, consecuentemente Mosley confesó haber consumido esteroides antes de la pelea con De la Hoya.

## Título mundial mediano OMB
Óscar de la Hoya reaparece el 5 de junio de 2004 en el MGM Grand, Las Vegas, Nevada, esta vez buscando su sexto título mundial, es ante el campeón Mundial Mediano OMB Felix Sturm, proveniente de Alemania. En el descanso del 9º asalto se escucha una frase muy clara de De la Hoya hacia su entrenador Floyd Mayweather Sr., dicha frase fue “estoy perdiendo”, terminaron los 12 asaltos con puntuación de: 115-113/115-113/115-113 para el ganador por decisión unánime Óscar de la Hoya, conquistaba así el título mundial mediano OMB, el combate despertó una gran polémica, el propio mánager de Sturm presentó una queja formal por el fallo, dicha protesta no tuvo mayor trascendencia.

### De la Hoya vs Hopkins
Óscar de la Hoya decidió combatir con el indiscutido campeón mundial de peso medio Bernard Hopkins, se estaba preparando un mega-evento para dicha pelea, De la Hoya exponía su título mundial mediano OMB y Hopkins el indiscutido título mundial mediano CMB-AMB-FIB, para que el ganador se convirtiera en dueño de los cuatro cinturones. Este combate se realizó el 18 de septiembre de 2004 en el MGM Grand, Las Vegas, Nevada. De la Hoya ganó los primeros 3 asaltos, Hopkins se fue imponiendo en la segunda mitad del combate, en estos 8 asaltos no se vio demasiada acción colocándose baja cantidad de golpes por parte de ambos. Hopkins que empezaba a verse mejor en la pelea le conecta un gancho zurdo al hígado a De la Hoya en el 9.º asalto enviándolo a la lona, el réferi Kenny Bayless inició la cuenta hasta llegar a 10 dejando fuera de combate a De la Hoya, que por primera vez en su carrera perdía por nocaut.
A los 31 años Óscar de la Hoya mostró un notorio descenso en su nivel boxístico. Después de esta derrota se tomó un largo descanso de 2 años.

## De la Hoya retorna al cuadrilátero
Fue el 6 de mayo de 2006 cuando Óscar de la Hoya volvió a subirse a un cuadrilátero, enfrentándose al muy polémico y controversial boxeador nicaragüense Ricardo “El matador” Mayorga, por el título mundial superwélter CMB. La pelea se efectuó en el MGM Grand, Las Vegas, Nevada. De la Hoya derriba a Mayorga en el 1.er asalto con un derechazo, seguido por un golpe zurdo. El Golden Boy fue dominando durante toda la pelea contragolpeando, hasta que en el 6.º asalto De la Hoya manda a la lona en dos oportunidades a Mayorga. A pesar de su estilo desordenado e indisciplina, era un boxeador muy aguerrido y orgulloso, y se puso de pie y siguió con la pelea a pesar de que De la Hoya lo desbordó con una combinación de 20 golpes, que terminó obligando a Jay Nady (el árbitro) a detener las acciones. De la Hoya ganaba por KOT en 6 asaltos y volvía a ser campeón mundial superwélter CMB. A pesar de las diferencias entre ambos púgiles previas a la pelea, en donde Mayorga se metió con la esposa y con la raza de De la Hoya, al final del encuentro, Mayorga se terminó disculpando y ambos se dieron un abrazo y muestras de respeto.

## De la Hoya vs. Mayweather
El 5 de mayo de 2007 Óscar de la Hoya decidió exponer su título mundial superwélter CMB ante el mejor libra x libra del momento, el invicto Floyd Mayweather Jr. La pelea tuvo lugar en el MGM Grand, Las Vegas, Nevada, para este combate De la Hoya fue asistido por su nuevo entrenador Fredy Roach. El pleito fue presentado con De la Hoya al ataque y Mayweather evadiendo y contragolpeando, mientras que Mayweather en la distancia dominó a De la Hoya con su jab de izquierda y trabandolo cuando este buscaba la corta distancia, no obstante De la Hoya tuvo algunos pasajes favorables, finalizaron los 12 asaltos arrojando el siguiente puntaje: 115-113(De la Hoya)/115-113(Mayweather)/116-112 para el vencedor por decisión dividida fue Floyd Mayweather, Jr.
El 3 de mayo de 2008 Óscar de la Hoya se enfrentó al estadounidense Steve Forbes en el estadio Home Depot de Carson, California, ante unas 27 000 personas, y se llevó una fácil decisión unánime en 12 asaltos. En un pleito encuadrado en la división superwélter, dos jueces le dieron tarjetas de 119-109 a De la Hoya y un tercero le vio ganar 120-108. Ganó mostrando un distante brillo del que ofrecía años atrás en su carrera, terminó la pelea con un par de hematomas en la cara, extraño en un boxeador que no sufría demasiadas marcas en su rostro.

## De la Hoya vs. Pacquiao
Óscar de la Hoya tomó la curiosa decisión de enfrentarse a Manny “Pac-Man” Pacquiao, el público y los expertos se sorprendieron con dicho anuncio por la diferencia física y de categorías entre ambos, Pacquiao provenía de las categorías mosca, superpluma y ligero, esta vez De la Hoya presentó la pelea en la división wélter, el combate se realizó en el MGM Grand, Las Vegas, Nevada, el 6 de diciembre de 2008. Desde el 1.º asalto se notó que De la Hoya con 35 años estaba muy lejos de su gran nivel, Pacquiao golpeó con potencia y continuidad a un Óscar de la Hoya que trataba de contragolpear sin éxito a Pacquiao, en el 8.º asalto el Golden Boy tuvo una breve reacción. Con un ojo en muy malas condiciones, prácticamente cerrado y un desgastado De la Hoya, se tomó la decisión en su rincón de abandonar al 9.º asalto, de esta forma De la Hoya perdió por KOT en 8 asaltos.

## Estilo
Óscar de la Hoya lució su estilo como un boxeador de movimientos y proyecciones de golpes bien definidos, su estilo técnico con un excelente jab que le permitía marcar la distancia para contragolpear con su variedad de golpes, una gran precisión en sus disparos y un ataque desbordante, todo esto sumado a su gran velocidad, variantes e inteligencia.
Primer boxeador en la historia (hasta la llegada de Manny Pacquiao) en ganar 10 títulos en 6 diferentes divisiones, reinó en las categorías superpluma, ligero, superligero, wélter, superwélter y mediano. Fue el boxeador mejor pagado de la historia del pugilismo, siempre llevándose altas sumas de dinero de la mano de su gran marketing.

## Títulos mundiales
- Campeón mundial de peso superpluma de la OMB
- Campeón mundial de peso ligero de la OMB
- Campeón mundial de peso ligero de la FIB
- Campeón mundial de peso superligero del CMB
- Campeón mundial de peso wélter del CMB
- Campeón mundial de peso superwélter del CMB (2)
- Campeón mundial de peso superwélter de la AMB
- Campeón mundial de peso mediano de la OMB

## Títulos internacionales
- Campeón de peso wélter de la IBA
- Campeón de peso superwélter de la IBA

## Récord profesional
| 39 Ganadas (30 KOs), 6 Derrotas |        |                       |      |               |            |                                                    |                                                                                                   |
| Res.                            | Récord | Oponente              | Tipo | Rd., Tiempo   | Datos      | Localidad                                          | Notas                                                                                             |
| D                               | 39–6   | Manny Pacquiao        | RTD  | 8 (12), 3:00  | 2008-12-06 | MGM Grand Hotel & Casino, Las Vegas, Nevada        | Retirada deportiva                                                                                |
| G                               | 39–5   | Steve Forbes          | UD   | 12            | 2008-05-03 | The Home Depot Center, Carson, California          |                                                                                                   |
| D                               | 38–5   | Floyd Mayweather, Jr. | SD   | 12            | 2007-05-05 | MGM Grand Hotel & Casino, Las Vegas, Nevada        | Pierde título mundial WBC de peso superwélter.                                                    |
| G                               | 38–4   | Ricardo Mayorga       | TKO  | 6 (12), 1:25  | 2006-05-06 | MGM Grand Hotel & Casino, Las Vegas, Nevada        | Gana título mundial WBC de peso superwélter.                                                      |
| D                               | 37–4   | Bernard Hopkins       | KO   | 9 (12), 1:38  | 2004-09-18 | MGM Grand Hotel & Casino, Las Vegas, Nevada        | Pierde título mundial WBO y pelea por título mundial WBC, WBA, FIB y The Ring de peso mediano.    |
| G                               | 37–3   | Felix Sturm           | UD   | 12            | 2004-06-05 | MGM Grand Hotel & Casino, Las Vegas, Nevada        | Gana título mundial WBO de peso mediano.                                                          |
| D                               | 36–3   | Shane Mosley          | UD   | 12            | 2003-09-13 | MGM Grand Hotel & Casino, Las Vegas, Nevada        | Pierde título mundial WBC, WBA y The Ring de peso superwélter.                                    |
| G                               | 36–2   | Luis Ramón Campas     | TKO  | 7 (12), 2:54  | 2003-05-03 | Mandalay Bay Resort & Casino, Las Vegas, Nevada    | Retiene título mundial WBC, WBA y The Ring de peso superwélter.                                   |
| G                               | 35–2   | Fernando Vargas       | TKO  | 11 (12), 1:48 | 2002-09-14 | Mandalay Bay Resort & Casino, Las Vegas, Nevada    | Retiene título mundial WBC y gana título mundial WBA, AIB y vacante The Ring de peso superwélter. |
| G                               | 34–2   | Javier Castillejo     | UD   | 12            | 2001-06-23 | MGM Grand Hotel & Casino, Las Vegas, Nevada        | Gana título mundial WBC de peso superwélter.                                                      |
| G                               | 33–2   | Arturo Gatti          | TKO  | 5 (10), 1:16  | 2001-03-24 | MGM Grand Hotel & Casino, Las Vegas, Nevada        |                                                                                                   |
| D                               | 32–2   | Shane Mosley          | SD   | 12            | 2000-06-17 | Staples Center, Los Ángeles, California            | Pierde título mundial WBC e AIB de peso wélter.                                                   |
| G                               | 32–1   | Derrell Coley         | KO   | 7 (12), 3:00  | 2000-02-26 | Madison Square Garden, Nueva York, NY              | Gana título vacante AIB de peso wélter.                                                           |
| D                               | 31–1   | Félix Trinidad        | MD   | 12            | 1999-09-18 | Mandalay Bay Resort & Casino, Las Vegas, Nevada    | Pierde título mundial WBC y Lineal. Pelea por título mundialFIB de peso wélter.                   |
| G                               | 31–0   | Oba Carr              | TKO  | 11 (12), 0:55 | 1999-05-22 | Mandalay Bay Resort & Casino, Las Vegas, Nevada    | Retiene título mundial WBC y Lineal de peso wélter.                                               |
| G                               | 30–0   | Ike Quartey           | SD   | 12            | 1999-02-13 | Thomas & Mack Center, Las Vegas, Nevada            | Retiene título mundial WBC y Lineal de peso wélter.                                               |
| G                               | 29–0   | Julio César Chávez    | RTD  | 8 (12), 3:00  | 1998-09-18 | Thomas & Mack Center, Las Vegas, Nevada            | Retiene título mundial WBC y Lineal de peso wélter.                                               |
| G                               | 28–0   | Patrick Charpentier   | TKO  | 3 (12), 1:56  | 1998-06-13 | Sun Bowl, El Paso, Texas                           | Retiene título mundial WBC y Lineal de peso wélter.                                               |
| G                               | 27–0   | Wilfredo Rivera       | TKO  | 8 (12), 2:48  | 1997-12-06 | Caesars Atlantic City, Atlantic City, Nueva Jersey | Retiene título mundial WBC y Lineal de peso wélter.                                               |
| G                               | 26–0   | Héctor Camacho        | UD   | 12            | 1997-09-13 | Thomas & Mack Center, Las Vegas, Nevada            | Retiene título mundial WBC y Lineal de peso wélter.                                               |
| G                               | 25–0   | David Kamau           | KO   | 2 (12), 2:54  | 1997-06-14 | Alamodome, San Antonio, Texas                      | Retiene título mundial WBC y Lineal de peso wélter.                                               |
| G                               | 24–0   | Pernell Whitaker      | UD   | 12            | 1997-04-12 | Thomas & Mack Center, Las Vegas, Nevada            | Gana título mundial WBC y Lineal de peso wélter.                                                  |
| G                               | 23–0   | Miguel Ángel González | UD   | 12            | 1997-01-18 | Thomas & Mack Center, Las Vegas, Nevada            | Retiene título mundial WBC y Lineal de peso superligero.                                          |
| G                               | 22–0   | Julio César Chávez    | TKO  | 4 (12), 2:37  | 1996-06-07 | Caesars Palace, Las Vegas, Nevada                  | Gana título mundial WBC y Lineal de peso superligero.                                             |
| G                               | 21–0   | Darryl Tyson          | KO   | 2 (10), 2:38  | 1996-02-09 | Caesars Palace, Las Vegas, Nevada                  |                                                                                                   |
| G                               | 20–0   | Jesse James Leija     | TKO  | 2 (12), 3:00  | 1995-12-15 | Madison Square Garden, Nueva York, NY              | Retiene título mundial WBO de peso ligero.                                                        |
| G                               | 19–0   | Genaro Hernández      | RTD  | 6 (12), 3:00  | 1995-09-09 | Caesars Palace, Las Vegas, Nevada                  | Retiene título mundial WBO de peso ligero.                                                        |
| G                               | 18–0   | Rafael Ruelas         | TKO  | 2 (12), 1:43  | 1995-05-06 | Caesars Palace, Las Vegas, Nevada                  | Retiene título mundial WBO y gana título mundial FIB de peso ligero.                              |
| G                               | 17–0   | John John Molina      | UD   | 12            | 1995-02-18 | MGM Grand Hotel & Casino, Las Vegas, Nevada        | Retiene título mundial WBO de peso ligero.                                                        |
| G                               | 16–0   | John Avila            | TKO  | 9 (12), 1:07  | 1994-12-10 | Grand Olympic Auditorium, Los Ángeles, California  | Retiene título mundial WBO de peso ligero.                                                        |
| G                               | 15–0   | Carl Griffith         | TKO  | 3 (12), 1:02  | 1994-11-18 | MGM Grand Hotel & Casino, Las Vegas, Nevada        | Retiene título mundial WBO de peso ligero.                                                        |
| G                               | 14–0   | Jorge Páez            | KO   | 2 (12), 0:39  | 1994-07-29 | MGM Grand Hotel & Casino, Las Vegas, Nevada        | Gana título mundial vacante WBO de peso ligero.                                                   |
| G                               | 13–0   | Giorgio Campanella    | TKO  | 3 (12), 2:22  | 1994-05-27 | MGM Grand Hotel & Casino, Las Vegas, Nevada        | Retiene título mundial WBO de peso superpluma.                                                    |
| G                               | 12–0   | Jimmy Bredahl         | TKO  | 10 (12), 3:00 | 1994-03-05 | Grand Olympic Auditorium, Los Ángeles, California  | Gana título mundial WBO de peso superpluma.                                                       |
| G                               | 11–0   | Narciso Valenzuela    | KO   | 1 (10), 2:25  | 1993-10-30 | America West Arena, Phoenix, Arizona               |                                                                                                   |
| G                               | 10–0   | Angelo Nunez          | RTD  | 4 (10), 3:00  | 1993-08-27 | Beverly Wilshire Hotel, Beverly Hills, California  |                                                                                                   |
| G                               | 9–0    | Renaldo Carter        | TKO  | 6 (10), 2:10  | 1993-08-14 | Hollywood Casino, Bay St. Louis, Misisipi          |                                                                                                   |
| G                               | 8–0    | Troy Dorsey           | RTD  | 1 (10), 3:00  | 1993-06-07 | Thomas & Mack Center, Las Vegas, Nevada            |                                                                                                   |
| G                               | 7–0    | Frank Avelar          | TKO  | 4 (10), 2:00  | 1993-05-08 | MontBleu Resort Casino & Spa, Stateline, Nevada    |                                                                                                   |
| G                               | 6–0    | Mike Grable           | UD   | 8             | 1993-04-06 | Blue Cross Arena, Rochester, NY                    |                                                                                                   |
| G                               | 5–0    | Jeff Mayweather       | TKO  | 4 (8), 1:35   | 1993-03-13 | Hilton Hotel, Las Vegas, Nevada                    |                                                                                                   |
| G                               | 4–0    | Curtis Strong         | TKO  | 4 (6), 1:40   | 1993-02-06 | San Diego Sports Arena, San Diego, California      |                                                                                                   |
| G                               | 3–0    | Paris Alexander       | TKO  | 2 (6), 1:52   | 1993-01-03 | Hollywood Palladium, Los Ángeles, California       |                                                                                                   |
| G                               | 2–0    | Clifford Hicks        | KO   | 1 (6), 1:15   | 1992-12-12 | America West Arena, Phoenix, Arizona               |                                                                                                   |
| G                               | 1–0    | Lamar Williams        | KO   | 1 (6), 1:42   | 1992-11-23 | Great Western Forum, Inglewood, California         | Debut profesional.                                                                                |

## Carrera musical
El 10 de octubre de 2000 lanzó un álbum nominado al Grammy, titulado Óscar de la Hoya, publicado a través de EMI International. Se trata de un álbum de pop latino con 13 canciones (en inglés y español), escritas por Diane Warren y Bee Gees. De allí se desprendió su tema promocional «Ven a mí».

## Vida personal
Fue estudiante en la Escuela Preparatoria Garfield en el Condado de Los Ángeles.
El 5 de octubre de 2001 contrajo matrimonio civil con la cantante puertorriqueña Millie Corretjer. (Millie estaba divorciada de un matrimonio celebrado en 1993). Tienen tres hijos: Óscar Gabriel (2005), Nina Lauren Nenitte (2007) y Victoria Lauren Nenitte (2014) nacida en Estados Unidos.
Óscar de la Hoya tiene tres hijos de relaciones anteriores. Su primogénito Jacobo de la Hoya (1998), Atiana Cecilia de la Hoya (1999) (la tuvo con su expareja de muchos años la Miss U.S.A. Shanna Moakler) y Devon de la Hoya (2000).
Es el fundador de Golden Boy Promotions, empresa promotora de boxeadores que él mismo dirige asociado a dos de los que fueron sus vencedores, Shane Mosley y Bernard Hopkins.

## Retiro
De la Hoya anunció su retiro del pugilismo el 14 de abril de 2009 en el Nokia Plaza LA Live de la ciudad de Los Ángeles. Dentro de su discurso de despedida expresó:

Lo más importante, agradezco profundamente a todos mis aficionados que me bañaron con sus aplausos y apoyo, y consistentemente me sostuvieron a través de mis 17 años de carrera profesional. Creo que el verdadero significado de mi carrera no estaba en el ganar o perder, sino en el don de compartir mis peleas con todos ellos, como nunca me imaginé que significaría tanto para tantos. Ha sido un honor encarar todas mis peleas para todos y cada uno de ustedes.

## Posibles regresos al cuadrilátero
Muchas veces se rumoreó sobre su posible regreso a los cuadriláteros, pero el mismo De la Hoya se encargó de desmentirlos; sin embargo, en 2012 reconoció que estuvo muy cerca de hacer un regreso para enfrentar a Felix Sturm. Además, recibió un reto por parte de Félix Trinidad para la revancha de su controvertida contienda de 1999, en la que Trinidad se llevó la victoria por decisión dividida; De la Hoya dijo que lo pensaría, pero finalmente optó por no aceptar el desafío.

## Discografía

### Álbumes de estudio
- Óscar de la Hoya - 2000 (EMI International)[8]